# Gyukics Gábor
Gyukics Gábor (Budapest, 1958. május 9. –) költő, műfordító, a Szépírók Társasága tagja. A magyarországi Open Reading (Nyitott versfelolvasó) és a Jazzköltészeti estek meghonosítója.

## Díjak
- Szófa próza kategória első helyezettje. 2022. december 7.
- Hungary Beat Poet Laureate (Életműdíj), National Beat Poetry Foundation, Wolcott, Connecticut, 2020
- Salvatore Quasimodo oklevél, Balatonfüred, Hungary 2016, 2017, 2019
- Füst Milán Fordítói ösztöndíj, Budapest, 1999, 2018
- Poesis 25 költészeti díj, Szatmárnémeti, Románia, 2015
- Salvatore Quasimodo költészeti különdíj, Balatonfüred, 2012
- Banff International Literary Translation Centre ösztöndíj, Kanada, 2011
- Magyar Műfordítóház Fordítói ösztöndíj, Balatonfüred, 1998, 2003, 2005, 2012, 2018
- NKA ösztöndíj, Budapest, 2007
- Csepel Közművelődésért Alapítvány pályázat, Budapest, 2006, 2011
- Táncsics Mihály Sajtóalapítvány pályázat, Budapest, 2003
- A XIII. kerület Közművelődéséért Közalapítvány pályázat, 2002
- Magyar Könyvalapítvány fordítói támogatás, Budapest, 2001, 2004
- British Council fordítói jutalom, Budapest, 2000
- ArtsLink Project Award, New York, USA, 1999

## Önálló kötetek

### Verseskötetek
- Utcai Előadás, Fekete Sas Kiadó, Budapest, 1998. Szerkesztette Ladik Katalin és Keszthelyi Rezső. Utószó: Kukorelly Endre ISBN 963 8254 459
- Last Smile, angol–magyar nyelvű, Cross Cultural Communications, New York, 1999. Előszó: Hal Sirowitz ISBN 0-89304-372-9
- A remete többes száma, Fekete Sas Kiadó, Budapest, 2002. Szerkesztette Cséve Anna és Keszthelyi Rezső fordította ISBN 963 9352 45 4
- versKÉPzelet, versek, képzőművészeti írások és 20 képzőművész 22 alkotása, Hanga kiadó, Budapest, 2005. ISBN 963 866431 2
- Lepkék vitrinben, Fekete Sas Kiadó, Budapest, 2006. Szerkesztette Rákai Orsolya és Keszthelyi Rezső ISBN 963 9680 00 1
- kié ez az arc, L’Harmattan Kiadó, Budapest, 2011. Szerkesztette Rákai Orsolya és Váradi Péter ISBN 978 963 236-439-1
- Selected Poetry of Gabor Gyukics, bolgár nyelvű, fordította Stefka Hrusanova, Gutenberg Publishing House, Sofia, Bulgaria, 2013. ISBN 978-619-176-008-4
- A Hermit Has no Plural, in English, Singing Bone Press, Columbia, SC, USA 2015. ISBN 978 0-933439-05-4
- Végigtapint, válogatott versek, Lector Kiadó, Marosvásárhely, Románia, Szerkesztette Lázár Júlia 2018. ISBN 978-606-8957-01-2
- kié ez az arc, arab nyelvű, fordította Abdallah Naggar, Sanabel, Cairo, Egypt 2019; ISBN 978-977-5255-54-9
- kié ez az arc, cseh nyelvű, fordította Robert Svoboda, Protimluv, Ostrava, Csehország, 2019. ISBN 978-80-87485-65-1
- Detoxication of the Body, poetry in English, El Martillo Press, Los Angeles, CA, USA, 2024; ISBN 979-8-8692-1429-4

### Próza
- A Kisfa galeri «szociohorror». L’Harmattan Kiadó, Budapest, 2014 (szerkesztette Rákai Orsolya) ISBN 978 963 236 842 9
- Gyukics Gábor–Jász Attila–Wirth Imre: Az utolsó indiánkönyv; PIM, Bp., 2021

### Műfordítások
- Félmeztelen múzsa / Half-Naked Muse, Kortárs amerikai költészeti antológia, Magyar Könyvklub 2000. ISBN 963 547 125 4
- Swimming in the Ground, Kortárs magyar költészeti antológia, társfordító: Michael Castro, Neshui Publishing, 2002. St. Louis, USA, ISBN 1 931190 26 7
- Gypsy Drill, Balogh Attila összes versei, társfordító: Michael Castro, Neshui Publishing, 2005. St Louis, USA, ISBN 963 15 1404 8
- Consciousness, a József Attila DVD angol nyelvű változata, társfordító: Michael Castro 2005. Petőfi Irodalmi Múzeum, Budapest
- A Transparent Lion, József Attila válogatott versei, Green Integer Publishing, 2006. Los Angeles, USA; ISBN 978 1 933382 50 0
- Átkelés, Kortárs Amerikai Költészet, Nyitott Könyvműhely, Budapest, 2007. ISBN 978 963 9725 08 9
- A szem önéletrajza, Paul Auster válogatott versei, Barruss Kiadó, Budapest, 2007. ISBN 978 963 86725 7 5
- Bőségszaru, Ira Cohen életmű válogatás, I.A.T – Új Mandátum Kiadó, Budapest, 2007. ISBN 978-963-9609-64-8
- Nagy Kis-Madár Jim Northrup versei, Új Forrás Kiadó- Librarius Könyvek, Tata, 2013. ISBN 978 963 7983 17 7
- My God, How Many Mistakes I've Made, Kukorelly Endre válogatott versei, társfordító Michael Castro, Singing Bone Press, Columbia, SC, USA 2015. ISBN 978 0 933439047
- Medvefelhő a város felett. Észak-amerikai indián költők antológiája; szerk., ford., Gyukics Gábor; Scolar Kiadó, Bp., 2015. ISBN 978 963 244 596 0
- The Heart Attacks of the Soul, Gypsy Cantos, Balogh Attila válogatott versei, társfordító: Michael Castro, Singing Bone Press, Charleston, SC, USA, 2015. ISBN 978 0 933439 18 4
- "They'll be Good for Seed", Contemporary Hungarian Poetry Anthology in English, White Pine Press, Buffalo, USA, 2021; ISBN 978-1-945680-49-6
- Viselnéd a szemem, American Poetry and Prose in Hungarian, Károli University Press - L'Harmattan Publishing, 2021 Budapest ISBN 978-963-414-809-8
- "Shelter Under the Sun", Poetry of Three Hungarian Women in English, Singing Bone Press, Columbia, SC, USA, 2021; ISBN 978-0933439313

### CD
- Sand Snail, angol nyelvű versek; Frogpond Productions, New York, 2000. Zene: Mark Deutsch. Közreműködik: Nagy Imola Borzos
- Beépített arcok, magyar nyelvű jazzköltészeti CD, Origó Hangstúdió, Budapest, 2018. Zene: Ágoston Béla fúvóshangszerek, Bori Viktor zongora, Dóra Attila fúvóshangszerek, Eichinger Tibor gitár
- Vibration of Words, angol nyelvű Jazz Poetry CD, Origó Hangstúdió, Budapest, 2018. Zene: Ágoston Béla fúvóshangszerek, Bori Viktor zongora, Pengő Csaba bőgő

### Kiállítás
- A könyv utóélete; Gyukics Gábor versei kortárs képzőművészek szemével, Mucius Kortárs Galéria, Budapest 2005. április 12. – május 11.
- Versvonzatok; képzőművészek Gyukics Gábor verseiről, Petőfi Irodalmi Múzeum, 2018. december 4 – 2019. január 20

### Folyóiratszám
- Látó (Marosvásárhely) 2006/5 vendégszerkesztő, fordító

### Szótár
- Magyar – Amerikai Angol Napszótár, Kolor Optika Bt., Budapest, 1999
- Új Magyar – Amerikai Angol Napszótár, Kolor Optika Bt., Budapest, 2002

### Cikkek, recenziók
- - Bécsi Napló, Bécs, 1987, 1988.
- - Cups, New York, 1996. június, december
- - Balkon, Budapest, 1999. 3-4 sz.
- - Gyűjtők és Gyűjtemények, Budapest, 1999/4., 2000/1., 2000/3.
- - Oktogon, Budapest, 2000. 10 sz. 1 cikk; 11 sz. 4 cikk, 12 sz. 3 cikk, 13 sz. 1 cikk
- - Magyar Narancs, Budapest, 2000. július 20., augusztus 17.
- - Könyvhét, Budapest, 2001. július 12.
- - Színház, Budapest, 2002. május; 2005. április
- - Interpress Magazin, Budapest, 2002. szeptember 2. cikk
- - Litera.hu, online irodalmi portál, 2004. január 10., 2005. október 15.
- - Criticai Lapok, Budapest, 2006. szeptember

### Munkáiról írt recenziók
- - Legeza Ilona könyvismertetője: http://cgi.t-online.hu/ilegeza/sendpage – Színház, Budapest, 1994. május – Zappe László – Magyar Narancs, Budapest, 1999. január 7 – sissova, 2000. április 6 – sissova, 2000. június 15 – sissova, 2004. január 22 – Báthori Csaba, 2007. november 22 – k kabai lóránt, 2014. szeptember 18 – sissova – Élet és Irodalom, Budapest, 2000. augusztus 4 – Bodor Béla, 2002. november 21 – Kálmán C. György, 2003. december 5 – Keresztesi József, 2007. április 20 – Györe Balázs, 2012. március 23 – Angyalosi Gergely, 2016. március 18 – Deczki Sarolta, 208. október 31 – Kálmán C, György – Könyvhét, Budapest, 2000. június 15 – mátraházi, 2003. február 20 – interjú – Karafiáth Orsolya – Népszava, Budapest, 2000. – Valachi Anna  – Alföld, Debrecen, 2002. március – Bodor Béla, 2003. december – Bodor Béla, 2016. november – Szathmári Judit – Litera.hu, online irodalmi portál, 2003. február 13 – Dukay Nagy Ádám, 2006. március – Dukay Nagy Ádám, 2006. június – Murányi Zita, 2007. szeptember – Bodor Béla – VárUcca, Veszprém, 2003./I – Kilián László—Új Holnap, Miskolc, 2003. nyár – Nyilas Attila – Szépirodalmi Figyelő, Budapest, 2003/4 – Kelemen Lajos, 2007/5 – Pápay György – Műhely, Győr, 2003/6 – Dukay Nagy Ádám – Palócföld, Salgótarján, 2004. 1-2. szám – dolgozat -Tandori Dezső – Műút, Miskolc 2007/4 – G. István László, 2014/47 – Reichert Gábor  – Irodalmi Jelen, Kolozsvár, 2008. május – Boldog Zoltán, 2012. március – Kántás Balázs, 2016. február – Cristian Réka M – Kalligram, Budapest-Pozsony, 2010. március – András Sándor – Jelenkor, Pécs, 2010. május – Sereg Mariann, 2012. szeptember – Krupp József – Új Ember katolikus hetilap, Budapest 2011. december 4 – Zsille Gábor – Kortárs online, 2012. január – Eőri Brigitta, 2018. augusztus – Juhász Tibor -Tempevölgy, 2012. december – Szörényi László – Kortárs, Budapest, 2013/2 – Csuday Csaba, 2015/1 Csuday Csaba, 2018/9 Csaba Csuday – Új Forrás, Tatabánya, 2013. március – Tábor Ádám, 2014. május – Györffy Ákos, 2015. február – Domán Csaba – Librarius online kulturális portál, 2014. június 20 – Sallai László – Revizor, online művészeti portál, 2015. január – Tarján Tamás – Könyvkultúra magazine online, 2017. január 24 – Ayhan Gökan – HVG, hetilap, 2018. augusztus 15 – Murányi Gábor – Bécsi Napló, 2018. ősz – Holdasi Szabó Zsuzsa – 168 Óra, 2018. szeptember 27- Ayhan Gökan – Vasárnapi Hírek, 2018. október 20 – Rácz I. Péter, - Színház, theatre magazine, Budapest, May 1994 – László Zappe - Magyar Narancs, weekly magazine on culture and society, Budapest, January 7 1999 - sissova, April 6, 2000 - sissova, June 15, 2000 - sissova, January 22, 2004– Csaba Báthori, November 22, 2007 – lóránt k kabai, September 18, 2014 - sisso  - Ilona Legaza’s webpage: http://cgi.t-online.hu/ilegeza/sendpage  - Élet és Irodalom, literature and politics weekly, Budapest, August 4, 2000– Béla Bodor; November 21, 2002 – György Kálmán C. ; December 5, 2003 - József Keresztesi; April 20, 2007 – Balázs Györe; March 23, 2012 - Gergely Angyalosi; March 18, 2016 - Sarolta Deczki, October 31 2018 - György Kálmán C.  - Népszava, daily paper, Budapest, 2000 – Anna Valachi, Orsolya Csejtei December 21, 2018  - Könyvhét, a magazine on books, Budapest, June 15, 2000 - mátraházi; February 20, 2003 - Orsolya Karafiáth  - Alföld, literary magazine, Debrecen, March 2002 - Béla Bodor; December 2003 – Béla Bodor, November 2016 – Judit Szathmári, Alföld online September 2022 – Mónika Ferencz  - Litera.hu, online literary magazine, February 2003 - Ádám Dukay Nagy; January 2004 - Balázs Czifrik; March 2006 - Ádám Dukay Nagy; 2006 – Zita Murányi, September 2007 – Béla Bodor  - Új Holnap, literary magazine, Miskolc, summer 2003 - Attila Nyilas  - VárUcca, literary magazine, Veszprém, 2003. /I – Kilián László  - Szépirodalmi Figyelő, literary magazine, Budapest, 2003/4 - Lajos Kelemen; 2007/5 - György Pápay  - Műhely, literary magazine, Győr, 2003/6 – Ádám Dukay Nagy  - Palócföld, literary magazine, Salgótarján, 2004, 1-2.  – Dezső Tandori  - The Newsletter of the Petőfi Literary Museum, Budapest, Spring 2005  - Népújság, Tirgu-Mures, Romania, June 5, 2006 – Botond Nagy  - Műút, literary magazine, Miskolc 2007/4 – G. István László; 2014/10- Gábor Reichert  - Irodalmi Jelen, literary magazine, Cluj-Napoca, Romania, May 2008 – Zoltán Boldog; March 2012 - Balázs Kántás; February 2016 Cristian Réka M.  - Kalligram, literary magazine, Budapest-Bratislava, March 2010 – András Sándor  - Jelenkor, literary magazine, Pécs, May 2010 – Mariann Sereg; September 2012 - József Krupp  - Új Ember, Catholic weekly, Budapest, December 4, 2011 - Gábor Zsille  - Kortárs online, January 2012 - Brigitta Eőri, July 2018 – Tibor Juhász  - Tempevölgy, literary magazine, Balatonfüred, December 2012 - László Szörényi  - Kortárs, literary magazine, Budapest 2013/2 - Csaba Csuday, 2015/1 Csaba Csuday, 2018/9 Csaba Csuday  - Új Forrás, literary magazine, Tatabánya, March 2013 - Ádám Tábor; May 2014 - Ákos Györffy; February 2014 - Csaba Domán  - Revizor, online art magazine, January 2015 - Tamás Tarján  - Könyvkultúra magazine online, January 24, 2017 - Ayhan Gökan  - HVG, weekly magazine, August 15, 2018 – Gábor Murányi  - Bécsi Napló, by-monthly Hungarian newspaper in Vienna, Austria, 2018 fall – Zsuzsa Holdasi Szabó  - 168 Óra, weekly magazine, September 27, 2018 - Ayhan Gökan  - Vasárnapi Hírek, weekly newspaper, Octóber 20, 2018 – Péter Rácz I. - 1749, World Literature online, September 12, 2022 – Judit Szathmári

## Külső hivatkozások
- Gyukics Gábor a PORT.hu-n (magyarul)